# Francesca Marcon
Pour les articles homonymes, voir Marcon (homonymie).
Francesca Marcon, née le 9 juillet 1983 à Conegliano, dans la province de Trévise, en Vénétie est une joueuse italienne de volley-ball. Elle mesure 1,80 m et joue au poste de réceptionneuse-attaquante. 

## Clubs
| Club                   | Pays   | De        | À         |
| ---------------------- | ------ | --------- | --------- |
| Spes Volley Conegliano | Italie | 1997-1998 | 2009-2010 |
| Busto Arsizio          | Italie | 2010-2011 | …         |

## Palmarès
- Coupe de la CEV (1)
  - Vainqueur :  2012
- Championnat d'Italie (1)
  - Vainqueur : 2012
- Coupe d'Italie (1)
  - Vainqueur : 2012
- Supercoupe d'Italie 
  - Vainqueur : 2012